# Mistrzostwa świata w futsalu kobiet (turniej FIFA)
Mistrzostwa Świata w futsalu kobiet są rozgrywkami, organizowanymi do roku 2025 co 4 lata  przez FIFA dla zrzeszonych futsalowych reprezentacji krajowych kobiet.

## Historia
W dniu 16 grudnia 2022 roku rada FIFA obradująca podczas Mistrzostw Świata w piłce nożnej 2022 w Katarze uzgodniła budżet na swoje rozgrywki, zmiany w turniejach oraz powołanie nowego – w tym między innymi rozpoczęcie pierwszych w historii Mistrzostw Świata w futsalu kobiet, których inauguracyjną edycję zaplanowano na 2025 rok.
FIFA już wcześniej ogłosiła plany swoich rozgrywek w roku 2018, spotkała się z krytyką ze strony zawodniczek za "publiczne zaniedbanie" tego sportu.
W inauguracyjnej edycji udział weźmie 16 drużyn , odbędzie się ona na Filipinach

## Gospodynie
| Liczba | Kraj     | Rok  |
| ------ | -------- | ---- |
| 1      | Filipiny | 2025 |

## Medalistki Mistrzostw Świata
| 2025 | Filipiny |  |  |  |  |  |  |

## Statystyki

### Klasyfikacja medalowa
| Msc. | Państwo | złoto | srebro | brąz |  |
| ---- | ------- | ----- | ------ | ---- |  |
| 1.   |         | 0     | 0      | 0    |  |
| 2.   |         | 0     | 0      | 0    |  |
| 3.   |         | 0     | 0      | 0    |  |

### Ogólny bilans występów
| Legenda                                                                                       |  |                                                                               |  |
| --------------------------------------------------------------------------------------------- |  | ----------------------------------------------------------------------------- |  |
| – Mistrzynie – Wicemistrzynie – III miejsce 4 – IV miejsce ĆF - ćwierćfinał FG - faza grupowa |  | (-) – nie zakwalifikowała się (-) – nie brała udziału (DSQ) – dyskwalifikacja |  |

| Zespół (łącznie 11) | 2025 (16) | Łącznie |
| ------------------- | --------- | ------- |
| Filipiny            | Q         | 1       |
| Nowa Zelandia       | Q         | 1       |
| Polska              | Q         | 1       |
| Hiszpania           | Q         | 1       |
| Portugalia          | Q         | 1       |
| Włochy              | Q         | 1       |
| Brazylia            | Q         | 1       |
| Argentyna           | Q         | 1       |
| Kolumbia            | Q         | 1       |
| Tanzania            | Q         | 1       |
| Maroko              | Q         | 1       |
| Kanada              | Q         | 1       |
| Panama              | Q         | 1       |
| Japonia             | Q         | 1       |
| Tajlandia           | Q         | 1       |
| Iran                | Q         | 1       |

### Start gospodyń
| Edycja | Zespół   | Rezultat     | Punkty | Mecze | Zwycięstwa | Remisy | Porażki | Bilans bramek |
| ------ | -------- | ------------ | ------ | ----- | ---------- | ------ | ------- | ------------- |
| 2025   | Filipiny | Do ustalenia | 0      | 0     | 0          | 0      | 0       | 0:0           |

## Tabela wszech czasów
W 1 finałach futsalowych mistrzostw Świata w futsalu kobiet wystąpiło 16 reprezentacji narodowych. Rozegrało 0 meczów (0 zakończyło się remisem), strzelono w nich 0 bramek (0 na mecz)
| Lp. | Reprezentacja | Starty | Mecze | Zwycięstwa | Remisy | Porażki | Stosunek bramek | Punkty |
| --- | ------------- | ------ | ----- | ---------- | ------ | ------- | --------------- | ------ |
| 1   | Filipiny      | 0      | 0     | 0          | 0      | 0       | 0:0             | 0      |
| 2   | Nowa Zelandia | 0      | 0     | 0          | 0      | 0       | 0:0             | 0      |
| 3   | Polska        | 0      | 0     | 0          | 0      | 0       | 0:0             | 0      |
| 4   | Hiszpania     | 0      | 0     | 0          | 0      | 0       | 0:0             | 0      |
| 5   | Portugalia    | 0      | 0     | 0          | 0      | 0       | 0:0             | 0      |
| 6   | Włochy        | 0      | 0     | 0          | 0      | 0       | 0:0             | 0      |
| 7   | Brazylia      | 0      | 0     | 0          | 0      | 0       | 0:0             | 0      |
| 8   | Argentyna     | 0      | 0     | 0          | 0      | 0       | 0:0             | 0      |
| 9   | Kolumbia      | 0      | 0     | 0          | 0      | 0       | 0:0             | 0      |
| 10  | Tanzania      | 0      | 0     | 0          | 0      | 0       | 0:0             | 0      |
| 11  | Maroko        | 0      | 0     | 0          | 0      | 0       | 0:0             | 0      |
| 12  | Kanada        | 0      | 0     | 0          | 0      | 0       | 0:0             | 0      |
| 13  | Panama        | 0      | 0     | 0          | 0      | 0       | 0:0             | 0      |
| 14  | Japonia       | 0      | 0     | 0          | 0      | 0       | 0:0             | 0      |
| 15  | Tajlandia     | 0      | 0     | 0          | 0      | 0       | 0:0             | 0      |
| 16  | Iran          | 0      | 0     | 0          | 0      | 0       | 0:0             | 0      |